# Hiroshi Katō
Hiroshi Kato (加藤 浩) (prefettura di Nara, 11 febbraio 1965) è un animatore giapponese.

## Cinematografia parziale
- Neon Genesis Evangelion (1995-1996) Art Director/Sfondi
- Princess Nine (1998) Art Director
- Pet Shop of Horrors (1999) Art Director
- Dual! Parallel Trouble Adventure (1999) Art Director
- Angel Links (1999) Art Director
- The Big O  (1999-2000) Assistente dell'Art director
- Ima, soko ni iru boku (1999-2000) Supervisore alle animazioni
- Il club della magia! (1999) Supervisione
- Abenobashi - Il quartiere commerciale di magia (2002) Art Director
- Boogiepop Phantom (2000) Supervisione
- Blood: The Last Vampire (2000) Art design
- Interstella 5555 - The 5tory of the 5ecret 5tar 5ystem (2001) Art Director/Sfondi
- Ghost in the Shell: Stand Alone Complex (2002) Background/Production Design Model
- Astro Boy (2003) Art Director/Background
- Oh, mia dea! (2005) Art Director/Design
- One Piece - L'isola segreta del barone Omatsuri (2005) Assistant Art Director
- Sfondamento dei cieli Gurren Lagann (2007) Supervisione
- Highlander: Vendetta immortale (2007) Background
- Dragon Ball Z - La battaglia degli dei (2013) Art design/Art Supervision/Sfondi
- Uchu Kyodai - Fratelli nello spazio (2014) Art design
- City Hunter: Private Eyes (2019) Art Director/Art Board/Art Setting
- Weathering with You (2019) Sfondi
- Odd Taxi: In the Woods (2022) Art Director
- One Piece Film: Red (2002) Art Director/Art Setting
- Goldrake U (2024) Art Director
- Mobile Suit Gundam GQuuuuuuX (2025) Art Director